# Duguetia inconspicua
Duguetia inconspicua là loài thực vật có hoa thuộc họ Na. Loài này được Sagot mô tả khoa học đầu tiên năm 1881.